# Pintér András Gábor

Pintér András Gábor (Székesfehérvár, 1982. február 14. –) idegenvezető, magántanár, ismeretterjesztő, szkeptikus aktivista, 2013-tól a Szkeptikus Társaság egyik alelnöke, majd 2020 novemberétől elnöke, a Szkeptikus Szervezetek Európai Tanácsának elnökségi tagja, az Európai Szkeptikus podcast producere és házigazdája, valamint a Momentum Mozgalom Székesfehérvári Alapszervezetének korábbi elnöke.

## Tanulmányok, díjak
A középiskolát a székesfehérvári Teleki Blanka Gimnáziumban végezte, ekkor kezdett el megismerkedni a szkeptikus mozgalommal a Terkán Lajos Bemutató Csillagvizsgáló amatőrcsillagász szakköröseként. 1999-ben a Természet Világa Diákpályázatán elnyerte James Randi Szkeptikus különdíját. 2000-ben szerzett érettségi bizonyítványt, ami után a Dr. Lauschmann Gyula Zeneművészeti Jazz Szakközépiskola ének szakán végzett 2003-ban, majd 2004-ben idegenvezetői képesítést szerzett a Péter Rózsa Oktatási Központban (ma Középiskola és Gimnázium). A Pécsi Tudományegyetem Természettudományi Karán 2004 és 2011 között biológia-környezettan tanár szakon tanult. 2006-tól 2007-ig a Wolverhampton-i Egyetemen Erasmus-hallgatóként környezettudományt hallgatott. 2008-ban GeneTime Marie Curie fiatal kutatói ösztöndíjjal az Egyesült Királyságban, a Yorki Egyetemen dolgozott vendégkutatóként, majd 2009-ben a XXIX. Országos Tudományos Diákköri Konferencia Földtudományi Szekció, Ásványtan I. tagozatán I. díjat nyert.

## Karrier
Egyetemi évei alatt, 2008-ban kezdett idegenvezetőként dolgozni, amelyet - rövidebb megszakításokkal - azóta is folyamatosan gyakorol angol és magyar nyelven, külföldön és Magyarországon egyaránt. Egyetemi évei után, 2012-től agrárinformatikai kereskedőként, majd informatikai termékmenedzserként dolgozott, ezt követően 2015-től 2017-ig Brightonban élt, hazatérése után pedig 2019-től az Oktatáskutató és -Fejlesztő Intézetben volt digitális szerkesztő, ahol a tudomány-áltudomány témakörben készült kiegészítő tananyagok fejlesztésén dolgozott szerkesztőként és előadóként.

## Szkeptikus tevékenysége
A Székesfehérváron évenként megrendezett Szkeptikusok Országos Konferenciájának 1997-től rendszeres résztvevője, előadója, időnként szervezője. A Szkeptikus Társaság 2006-os megalakulásakor az alapító tagok között volt, 2011-ben pedig a nemzetközi „1023 Homeopátia - Nincs benne semmi“ kampány magyarországi akcióinak szervezőjeként vett részt az egyesület munkájában. 2013 júniusában a szervezet alelnöke lett, ezt követően főként a nemzetközi kapcsolattartásért volt felelős, de gyakran szerepelt a hazai médiában és különböző rendezvényeken is a Szkeptikus Társaság képviseletében. 2014-ben csatlakozott a „Guerrilla Skepticism on Wikipedia” nevű nemzetközi csoporthoz, 2015-ben pedig két társával, a lett származású Jelena Levinnel és a svéd Pontus Böckmannal megalapították az angol nyelvű Európai Szkeptikus Podcastot, amelynek mai napig is producere és házigazdája. A nemzetközileg ismert podcastban heti rendszerességgel jelentkeznek informatív, főleg az Európai régióból származó, szkeptikus témájú tartalmakkal, hírekkel és interjúkkal. 2017-től Hraskó Gábor utódjaként aktívan részt vesz a Szkeptikus Szervezetek Európai Tanácsának munkájában, 2019 óta pedig a nemzetközi ernyőszervezet elnökségi tagjaként is tevékenykedik. 2020 novemberében megválasztották a Szkeptikus Társaság elnökének, azóta számos akcióban feltűnt, többek között az egyesület által kiadott Laposföld-díj kapcsán, ahol összetűzésbe keveredett Gődény Györggyel és Lenkei Gáborral.

## Közéleti szerepvállalása
2013-ban csatlakozott a Magyar Liberális Párthoz. Ugyanabban az évben a székesfehérvári szervezet elnöke lett. A 2014-es önkormányzati választáson a párt színeiben indult Budapest Főváros III. kerületi 1. számú egyéni választókerületében. Később a Momentum Mozgalomhoz csatlakozott, amelynek színeiben 2018-től a Székesfehérvári Alapszervezet elnökeként tevékenykedett. és a Fejér megyei 1. számú egyéni választókerületben indult jelöltként az abban az évben tartott országgyűlési választáson, de az utolsó pillanatban visszalépett. A választás után lemondott a helyi elnöki tisztéről, ebben a pozíciójában Barlabás András követte. Azóta nem foglalkozik aktívan politikával.